# Opéra national de Bergen
L'Opéra national de Bergen (en bokmal, Bergen Nasjonale Opera) est un opéra de Bergen, en Norvège, de son premier nom Den Nye Opera (le nouvel opéra). C'est une fondation créée en 2005 par le Bergen Philharmonic Orchestra, Den Nationale Scene, Grieg Hall et le Bergen International Festival. En 2007, Opera Vest devient partie à la fondation avec pour objectif la création d'un opéra régional pour la Norvège occidentale.